# 22105 Pirko
22105 Pirko este un asteroid din centura principală de asteroizi.

## Descriere
22105 Pirko este un asteroid din centura principală de asteroizi. A fost descoperit pe 11 iunie 2000 la Stația Anderson Mesa în cadrul programului LONEOS. Asteroidul prezintă o orbită caracterizată de o semiaxă mare de 2,36 ua, o excentricitate de 0,21 și o înclinație de 8,1° în raport cu ecliptica.